# Guido Weber
Guido Weber (ur. 23 maja?/4 czerwca 1837 w Rewlu, zm. 15 stycznia 1914 w Dreźnie) – niemiecki lekarz psychiatra.
Studiował medycynę na Uniwersytecie w Dorpacie, Uniwersytecie w Jenie i Uniwersytecie w Lipsku. Od 1860 do 1861 asystent w zakładzie dla chorych psychicznie w Colditz. Od 1861, najpierw jako asystent, potem dyrektor, związany z zakładem psychiatrycznym Sonnenstein. W 1910 spensjonowany.
Guido Weber był, obok Paula Flechsiga i Reginalda Piersona, jednym z trzech psychiatrów opiekujących się Danielem Paulem Schreberem. 